# Myrcia colpodes
Myrcia colpodes är en myrtenväxtart som beskrevs av Hjalmar Frederik Christian Kiaerskov. Myrcia colpodes ingår i släktet Myrcia och familjen myrtenväxter. Inga underarter finns listade i Catalogue of Life.